# PGC 992440
LEDA/PGC 992440 ist eine Balken-Spiralgalaxie vom Hubble-Typ SBa im Sternbild Eridanus am Südsternhimmel, die schätzungsweise 439 Millionen Lichtjahre von der Milchstraße entfernt ist.

Im selben Himmelsareal befinden sich u. a. die Galaxien NGC 1504 und NGC 1505.